# Mireille Conte-Jaubert
Pour les articles homonymes, voir Conte et Jaubert.
Mireille Conte-Jaubert née le 23 octobre 1954 à Cognac, est une femme politique française.
Elle est élue Sénatrice de la Gironde depuis 2024.

## Biographie
Cognacaise de naissance, elle s'oriente professionnellement dans la régie publicitaire, notamment pour Paris Match puis le magazine Elle.
Elle a ensuite tenu pendant quelques années un magasin de meubles à Périgueux. Elle s'installe en 1987 en Gironde à Saint-Médard de Guizières avec son époux natif du village.
Engagée dans la vie politique locale, elle est principalement connue pour son mandat de  Maire de Saint-Médard de Guizières de 2014 au 8 février 2025.
Elle est investie candidate aux élections législatives de 2017 sur la onzième circonscription de la Gironde pour le parti Les Républicains et se définie comme Juppéiste.
En 2020, elle est candidate à sa réélection et est réélue au poste de Maire de Saint-Médard de Guizières. 
En 2021 elle fait l'objet d'une polémique concernant un impayé au sein de la cantine de sa commune. Un enfant de sept ans originaire de Saint-Médard-de-Guizières, a été raccompagné chez lui par un policier municipal, en raison de factures de cantine impayées. Elle tentera de se justifier également dans l'émission Touche Pas A Mon Poste de Cyril Hanouna. Elle déclare à de nombreuses reprises n'avoir aucun regret d'avoir agit de la sorte,.
En 2025 elle devient sénatrice de la Gironde en remplacement de Nathalie Delattre nommée au Gouvernement.